# David Leslie

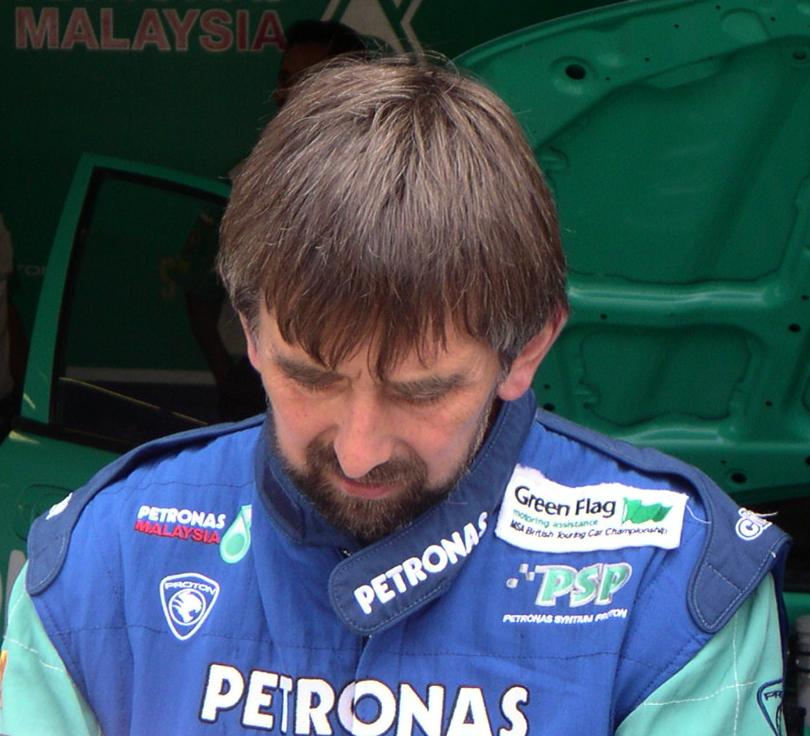
David Leslie (2003)

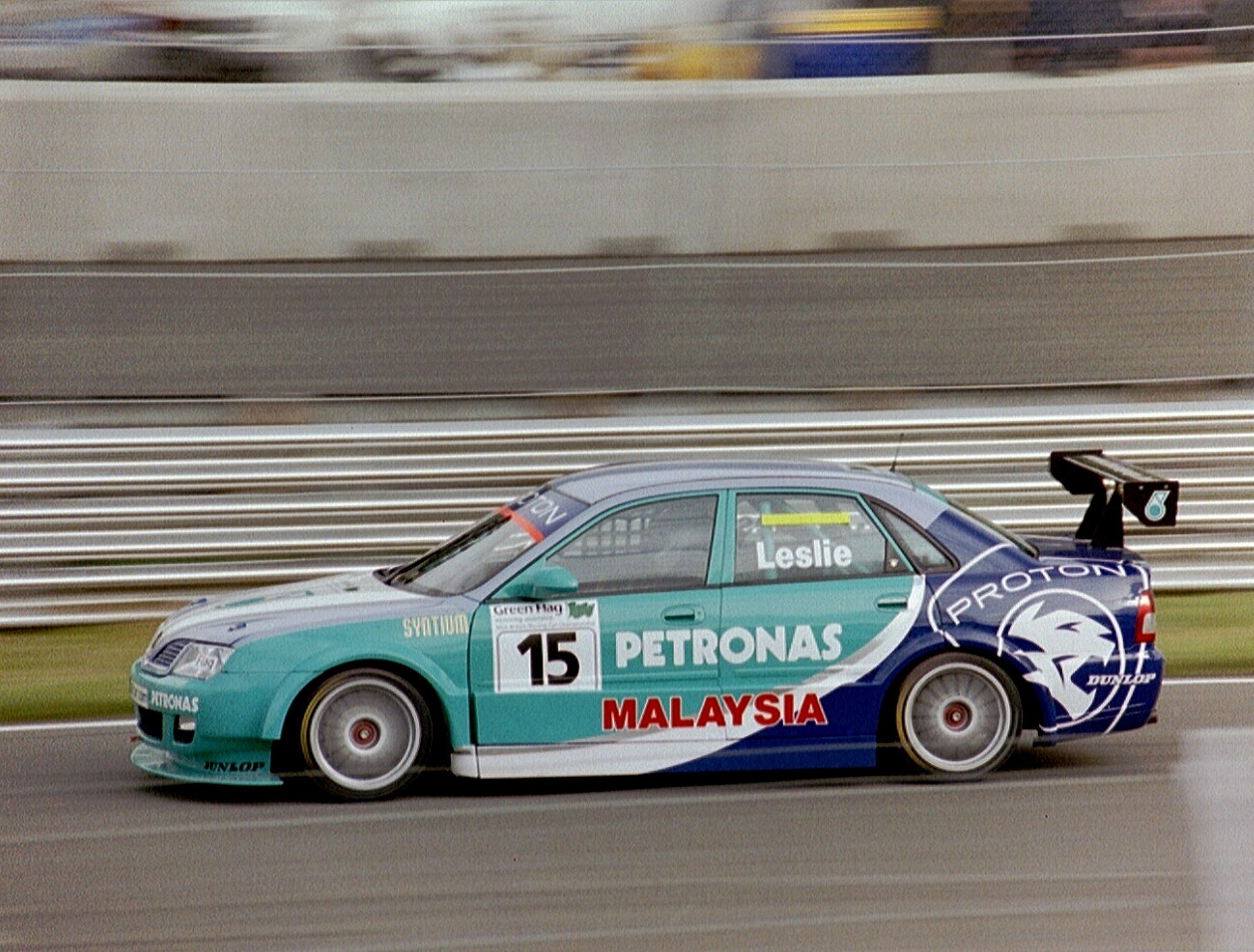
David Leslie 2003 im Proton Impan

David William Leslie (* 9. November 1953 in Annan, Dumfries and Galloway, Schottland; † 30. März 2008 in London-Farnborough) war ein britischer Autorennfahrer und Fernsehkommentator.

## Leben
David Leslie war fünffacher Schottischer Kartmeister, bevor er begann, an Autorennen teilzunehmen. 1977 gewann er den Titel der britischen Formel-Ford-Rennserie und 1979 den der Formel Ford 2000. In den 1980er-Jahren fuhr er in der Formel 3, ab 1990 in der Britischen Tourenwagen-Meisterschaft (BTCC), unter anderem auf Vauxhall. Seine Karriere verlief hier recht erfolgreich mit 9 Rennsiegen, 35 Podiumsplätzen und 16 Pole-Positions. 1999 schloss er die BTCC-Saison als Vizemeister auf einem Nissan Primera ab. Leslie war zwischen 1984 und 1995 zehnmal bei den 24 Stunden von Le Mans am Start. Unter anderem fuhr er in den 1990er-Jahren für das Jaguar-Team von Tom Walkinshaw. Seine beste Platzierung erreichte er mit dem 8. Gesamtrang 1987. Ab 2003 kommentierte Leslie für den Sender Eurosport die Rennserie World Touring Car Championship (WTCC). Zusammen mit seinem Vater, David Leslie senior, war Leslie junior auch Mentor für andere schottische Talente, nämlich Allan McNish, David Coulthard und Dario Franchitti.

## Tod
Leslie starb am 30. März 2008 beim Absturz eines Privatflugzeugs, dessen fünf Insassen (zwei Piloten und drei Fluggäste) allesamt ums Leben kamen. Er war zusammen mit dem ehemaligen Rennfahrer und späteren Rennteameigentümer Richard Lloyd auf dem Weg nach Nogaro in Frankreich, um dort Einstufungstests der FIA GT-3-Europameisterschaft für ihr aktuelles Motorsportprojekt beizuwohnen, als die Cessna Citation kurz nach dem Abflug vom Flughafen London Biggin Hill technische Probleme bekam und bei einer versuchten Notlandung in ein Haus stürzte, dessen Bewohner auf einer Urlaubsreise waren. Leslie hinterließ seine Ehefrau Jane und zwei Söhne.

## Statistik

### Le-Mans-Ergebnisse
| Jahr | Team               | Fahrzeug          | Teamkollege    | Teamkollege      | Platzierung     | Ausfallgrund     |
| ---- | ------------------ | ----------------- | -------------- | ---------------- | --------------- | ---------------- |
| 1984 | Ecurie Ecosse      | Ecosse C284       | Mike Wilds     | David Duffield   | Ausfall         | Benzinpumpe      |
| 1985 | Ecurie Ecosse      | Ecosse C285       | Mike Wilds     | Ray Mallock      | Ausfall         | Ölpumpe          |
| 1986 | Ecurie Ecosse      | Ecosse C286       | Mike Wilds     | Ray Mallock      | Disqualifiziert | unerlaubte Hilfe |
| 1987 | Ecurie Ecosse      | Ecosse C286       | Marc Duez      | Ray Mallock      | Rang 8          |                  |
| 1988 | Mazdaspeed Co Ltd. | Mazda 767         | Marc Duez      | Yoshimi Katayama | Rang 17         |                  |
| 1989 | Aston Martin       | Aston Martin AMR1 | David Sears    | Ray Mallock      | Ausfall         | Elektrik         |
| 1990 | Silk Cut Jaguar    | Jaguar XJR12      | Martin Brundle | Alain Ferté      | Ausfall         | Wasserpumpe      |
| 1991 | TWR Suntec Jaguar  | Jaguar XJR12      | Mauro Martini  | Jeff Krosnoff    | Ausfall         | Kraftübertragung |
| 1993 | TWR Jaguar Racing  | Jaguar XJ220      | Armin Hahne    | Win Percy        | Ausfall         | Motorschaden     |
| 1995 | Team Marcos        | Marcos LM600      | Chris Marsh    | François Migault | nicht klassiert |                  |

### Einzelergebnisse in der Sportwagen-Weltmeisterschaft
| Saison | Team                         | Rennwagen               | 1   | 2   | 3   | 4   | 5   | 6   | 7   | 8   | 9   | 10  | 11  |
| ------ | ---------------------------- | ----------------------- | --- | --- | --- | --- | --- | --- | --- | --- | --- | --- | --- |
| 1984   | Ecurie Ecosse Richard Cleare | Ecosse C284 Porsche CK5 | MON | SIL | LEM | NÜR | BRH | MOS | SPA | IMO | FUJ | KYA | SAN |
| 1984   | Ecurie Ecosse Richard Cleare | Ecosse C284 Porsche CK5 |     |     | DNF |     | DNF |     |     |     |     |     |     |
| 1985   | Ecurie Ecosse Cleare Racing  | Ecosse C285 Porsche CK5 | MUG | MON | SIL | LEM | HOK | MOS | SPA | BRH | FUJ | SEL |     |
| 1985   | Ecurie Ecosse Cleare Racing  | Ecosse C285 Porsche CK5 |     |     |     | DNF | 8   |     | 14  | DNF |     |     |     |
| 1986   | Ecurie Ecosse Cleare Racing  | Ecosse C286 March 85G   | MON | SIL | LEM | NÜN | BRH | JER | NÜR | SPA | FUJ |     |     |
| 1986   | Ecurie Ecosse Cleare Racing  | Ecosse C286 March 85G   |     |     | DNF |     | 7   |     | DNF | DNF |     |     |     |
| 1987   | Ecurie Ecosse                | Ecosse C286             | JAR | JER | MON | SIL | LEM | NÜN | BRH | NÜR | SPA | FUJ |     |
| 1987   | Ecurie Ecosse                | Ecosse C286             | 11  | 5   | 8   | 6   | 8   | 7   | 7   | DNF | 13  | 14  |     |
| 1988   | Mazdaspeed                   | Mazda 767               | JER | JAR | MON | SIL | LEM | BRÜ | BRH | NÜR | SPA | FUJ | SAN |
| 1988   | Mazdaspeed                   | Mazda 767               |     | 17  |     |     |     |     |     |     |     |     |     |
| 1989   | Aston Martin                 | Aston Martin AMR1       | SUZ | DIJ | JAR | BRH | NÜR | DON | SPA | MEX |     |     |     |
| 1989   | Aston Martin                 | Aston Martin AMR1       |     | 17  |     | 4   | 8   | 6   | DNF | 8   |     |     |     |
| 1991   | Jaguar                       | Jaguar XJR-12           | SUZ | MON | SIL | LEM | NÜR | MAG | MEX | AUT |     |     |     |
| 1991   | Jaguar                       | Jaguar XJR-12           | DNF |     |     |     |     |     |     |     |     |     |     |